# Interzato
Interzato è un termine utilizzato in araldica per indicare la trisezione del campo in fascia, in palo, in banda, in sbarra, in scaglione, in pergola, in calza.
Il termine interzato si usa, abitualmente, per indicare lo scudo diviso in tre porzioni di smalto diverso anche con linee curve. Nell'araldica francese, in cui le pezze onorevoli hanno una larghezza inferiore al terzo dello scudo, si incontrano di conseguenza anche interzati di soli due smalti. Prendendo ad esempio lo stemma austriaco, in Italia la blasonatura corretta è di rosso, alla fascia d'argento, perché per noi la fascia è ampia un terzo dello scudo; in Francia, dove la fascia è di ampiezza leggermente inferiore, la blasonatura corrispondente dovrebbe essere interzato in fascia di rosso, d'argento e di rosso.
Per gli scudi con la partizione ripetuta due volte si usa il termine reinterzato.

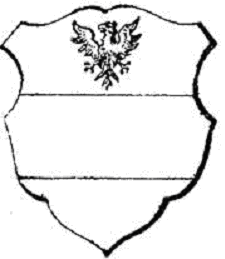
Interzato in fascia
Interzato in palo (stemma di Valle Aurina)
Interzato in mantello
Interzato in scaglione di rosso, d'argento e di nero